# Um Tio Quase Perfeito 2
Um Tio Quase Perfeito 2 é um filme de comédia brasileiro de 2021 dirigido por Pedro Antônio Paes a partir de um roteiro de Sabrina Garcia, Rodrigo Goulart e Leandro Muniz. O filme é uma sequência do longa Um Tio Quase Perfeito (2017) e traz Marcus Majella novamente como o protagonista Tony. É co-protagonizado por Ana Lúcia Torre, Letícia Isnard e Danton Mello.
Um Tio Quase Perfeito 2 foi lançado no Brasil em 7 de janeiro de 2021 pela H2O Films. O filme foi recebido com avaliações mornas por parte dos críticos especialistas, com elogios para o desempenho do ator Marcus Majella como protagonista no cinema. O filme teve um moderado sucesso de receita arrecadando mais de R$ 1 milhão ao longo de sua exibição nos cinemas, tornando-o um dos filmes brasileiros de maior sucesso de 2021.
Na 21.ª edição do Grande Otelo, promovida pela Academia Brasileira de Cinema, o filme recebeu duas indicações, nas categoria de Melhor Longa-metragem infantil e Melhor Ator Coadjuvante para Danton Mello. Foi o último do filme do ator Eduardo Galvão, que faleceu vítima de COVID-19 em 2020.

## Enredo
Tony (Marcus Majella) reina soberanamente nos corações de seus sobrinhos Patricia (Julia Svacinna), Valentina (Sofia Barros) e João (João Barreto). Tendo largado sua vida de trambiqueiro, ele vive tranquilamente ao lado de sua familia até o dia da chegada de Beto (Danton Mello), que conquista sua irmã Ângela (Letícia Isnard) e seus três sobrinhos. Com ciúmes de sua família em relação a Beto, Tony crava uma disputa com ele em busca de reconquistar a atenção de todos, armando planos envolvendo seus sobrinhos para provar que o futuro cunhado não é boa pessoa.

## Elenco
- Marcus Majella como Tony
- Julia Svacinna como Patricia
- João Barreto como João
- Soffia Monteiro como Valentina
- Letícia Isnard como Ângela
- Ana Lúcia Torre como Cecília
- Danton Mello como Beto
- Fhelipe Gomes como Rodrigo
- Eduardo Galvão como Gustavo
- Noemia Oliveira como Martinha
- Lindsay Paulino como Cerimonialista
- Diego Becker como Miltinho
- Bia Montez como diretora
- Ana Carbatti como Professora
- Esther Dias como Sheila
- Carlos Neiva como Segurança

## Produção
A primeira parte da franquia de Um Tio Quase Perfeito, lançada em 2017, se tornou um sucesso de público ocupando a sétima posição no ranking de bilheteria do cinema brasileira do ano. Devido ao êxito do filme, a sequência foi encomendada. O filme tem como inspiração um grande sucesso do cinema da década de 1990, Uma Babá Quase Perfeita, protagonizado por Robin Williams.
A direção do filme é novamente assinada por Pedro Antonio, conhecido por seus filmes no gênero da comédia. As gravações ocorreram inteiramente na cidade do Rio de Janeiro. As filmagens ocorreram no final de 2019, com início no mês de outubro. Ao todo, o filme foi rodado em seis semanas, em locações como Petrópolis – Região Serrana do Rio –, Lagoa Rodrigo de Freitas, Laranjeiras, Cosme Velho, Itanhangá, Grajaú e Ipanema. A produção foi realizada em parceria entre as empresas Arpoador Audiovisual, Globo Filmes, Sony Pictures e Morena Filmes.
O elenco é composto novamente pelos atores principais da primeira parte. Marcus Majella volta a interpretar o atrapalhado Tio Tony. Julia Svacina, João Barreto e Soffia Monteiro interpretam os sobrinhos Patrícia, João e Valentina, respectivamente. As atrizes Ana Lúcia Torre e Letícia Isnard também continuam no filme. Eduardo Galvão reprisa o personagem do pai ausente Gustavo, sendo esse um de seus últimos papéis na carreira. O ator faleceu devido a complicações da COVID-19 antes da estreia do filme, em 2020.
O ator Danton Mello foi convidado pela produtora de elenco Marcela Altberg para interpretar Beto quando ainda gravava a novela Órfãos da Terra (2019). Em entrevista, o ator disse: "Achei o filme muito fofo, divertido e é o que sempre falo, um filme pra toda família e quem uma mensagem muito bonita por trás. Depois que li o texto, conversei com o diretor [Pedrinho Antônio] e deu tudo certo (risos), fizemos o filme e que está muito, muito, muito bonito."

## Lançamento
O lançamento do filme sofreu algumas alterações por conta do fechamento das salas de cinema pela pandemia de COVID-19. Após reuniões entre produção e distribuidora, o filme foi lançado nos cinemas a partir de 7 de janeiro de 2021 pela H2O Films em todo o país.
A exibição do filme nos cinemas aconteceu em um período curto e a partir de 18 de fevereiro de 2021 o filme passou a ser comercializado em plataformas de aluguel e streaming.

## Recepção

### Bilheteria
Um Tio Quase Perfeito 2 se tornou um dos maiores sucessos brasileiros do ano de 2021. O filme foi lançado em 1.494 salas de cinema espalhadas por todo o país e alcançou a marca de mais de 78 mil espectadores. A bilheteria arrecadada pelo filme ultrapassou a casa de R$ 1 milhão, considerado um feito para produções nacionais e pelo orçamento do filme.

### Crítica
O filme foi recebido com críticas mornas entre os críticos especializados. Escrevendo para o website Cinema com Rapadura, Denis Le Senechal Klimiuc disse: "Um Tio Quase Perfeito 2 abraça seu público ao dizer que os personagens podem continuar positivos, e o resultado é uma produção feita para entreter na medida certa, com as crianças acompanhando, em um daqueles momentos bons, passageiros e necessários em família."
Para o website CinePop, Janda Montenegro escreveu: "Um Tio Quase Perfeito 2 realça o grande carisma de Marcus Majella em protagonizar filmes de comédia para a garotada e o quanto ele se sente à vontade com esse público. É um filme que abre a temporada de comédias nacionais agradando seu público-alvo."
Em sua crítica ao website Papo de Cinema, Marcelo Müller avaliou o filme negativamente: "[...] o roteiro aparentemente não sabe se mergulha de cabeça nessa possibilidade arquetípica – e assim confere um pouco de razão ao irresponsável Tony – ou se assume o expediente como bomba de fumaça de efeito fugaz. Mesmo num filme abertamente dedicado a entreter, calcado em mensagens positivas, indicado a uma faixa de público que vai dos pré-adolescentes aos jovens adultos, é preciso atentar à qualidade da construção narrativa, à sustentação dos personagens e ao delineamento de vieses e reveses. Pena que aqui, o realizador crie problemas e os resolva displicentemente, os encobrindo com diversas piadas frágeis."

### Exibição na TV Aberta
Em 19 de maio de 2022, o filme foi exibido pela Sessão da Tarde na TV Globo.

## Prêmios e indicações
| Ano  | Associações                        | Categoria                      | Recipiente(s)           | Resultado |
| ---- | ---------------------------------- | ------------------------------ | ----------------------- | --------- |
| 2022 | Festival Sesc Melhores Filmes      | Melhor Filme Nacional          | Um Tio Quase Perfeito 2 | Indicado  |
| 2022 | Festival Sesc Melhores Filmes      | Melhor Ator Nacional           | Marcus Majella          | Indicado  |
| 2022 | Festival Sesc Melhores Filmes      | Melhor Ator Nacional           | Danton Mello            | Indicado  |
| 2022 | Festival Sesc Melhores Filmes      | Melhor Atriz Nacional          | Letícia Isnard          | Indicado  |
| 2022 | Grande Prêmio do Cinema Brasileiro | Melhor Longa-metragem Infantil | Um Tio Quase Perfeito 2 | Indicado  |
| 2022 | Grande Prêmio do Cinema Brasileiro | Melhor Ator Coadjuvante        | Danton Mello            | Indicado  |